# Simencourt
Simencourt és un municipi francès situat al departament del Pas de Calais i a la regió dels Alts de França. L'any 2007 tenia 544 habitants.

## Demografia

### Població
El 2007 la població de fet de Simencourt era de 544 persones. Hi havia 220 famílies de les quals 41 eren unipersonals (8 homes vivint sols i 33 dones vivint soles), 94 parelles sense fills, 73 parelles amb fills i 12 famílies monoparentals amb fills.
La població ha evolucionat segons el següent gràfic:
Habitants censats

### Habitatges
El 2007 hi havia 225 habitatges, 218 eren l'habitatge principal de la família, 1 era una segona residència i 7 estaven desocupats. Tots els 225 habitatges eren cases. Dels 218 habitatges principals, 201 estaven ocupats pels seus propietaris, 14 estaven llogats i ocupats pels llogaters i 2 estaven cedits a títol gratuït; 1 tenia una cambra, 20 en tenien tres, 48 en tenien quatre i 148 en tenien cinc o més. 187 habitatges disposaven pel capbaix d'una plaça de pàrquing. A 79 habitatges hi havia un automòbil i a 117 n'hi havia dos o més.

### Piràmide de població
La piràmide de població per edats i sexe el 2009 era:
| Homes | Edats   | Dones |
| ----- | ------- | ----- |
| 0     | 95 o +  | 0     |
| 0     | 90 a 94 | 0     |
| 0     | 85 a 89 | 4     |
| 4     | 80 a 84 | 4     |
| 4     | 75 a 79 | 0     |
| 12    | 70 a 74 | 8     |
| 20    | 65 a 69 | 24    |
| 12    | 60 a 64 | 12    |
| 4     | 55 a 59 | 4     |
| 12    | 50 a 54 | 12    |
| 12    | 45 a 49 | 28    |
| 44    | 40 a 44 | 20    |
| 28    | 35 a 39 | 32    |
| 12    | 30 a 34 | 20    |
| 12    | 25 a 29 | 16    |
| 20    | 20 a 24 | 8     |
| 28    | 15 a 19 | 8     |
| 16    | 10 a 14 | 28    |
| 16    | 5 a 9   | 16    |
| 28    | 0 a 4   | 16    |

## Economia
El 2007 la població en edat de treballar era de 373 persones, 264 eren actives i 109 eren inactives. De les 264 persones actives 244 estaven ocupades (129 homes i 115 dones) i 20 estaven aturades (11 homes i 9 dones). De les 109 persones inactives 55 estaven jubilades, 33 estaven estudiant i 21 estaven classificades com a «altres inactius».

### Ingressos
El 2009 a Simencourt hi havia 216 unitats fiscals que integraven 554 persones, la mediana anual d'ingressos fiscals per persona era de 20.396 €.

### Activitats econòmiques
Dels 14 establiments que hi havia el 2007, 1 era d'una empresa de fabricació d'altres productes industrials, 3 d'empreses de construcció, 1 d'una empresa de comerç i reparació d'automòbils, 3 d'empreses de transport, 2 d'empreses immobiliàries i 4 d'empreses classificades com a «altres activitats de serveis».
Dels 5 establiments de servei als particulars que hi havia el 2009, 1 era un taller de reparació d'automòbils i de material agrícola, 1 paleta, 1 electricista i 2 perruqueries.
L'any 2000 a Simencourt hi havia 7 explotacions agrícoles que ocupaven un total de 264 hectàrees.

## Equipaments sanitaris i escolars
El 2009 hi havia una escola elemental integrada dins d'un grup escolar amb les comunes properes formant una escola dispersa.

## Poblacions més properes
El següent diagrama mostra les poblacions més properes.